# Luge aux Jeux olympiques de 2018
Navigation
Sotchi 2014 Pékin 2022
Les quatre épreuves de luge aux Jeux olympiques d'hiver de 2018 ont lieu du 11 au 14 février 2018 au Centre de glisse d'Alpensia.

## Calendrier
| Heure | Horaire local de l'épreuve (UTC +9) Heure de Paris (UTC +1) |

| Épreuves ou évènements               | Épreuves ou évènements               | Journées de compétition | Journées de compétition | Journées de compétition | Journées de compétition | Journées de compétition | Journées de compétition | Journées de compétition | Journées de compétition | Journées de compétition | Journées de compétition | Journées de compétition | Journées de compétition | Journées de compétition | Journées de compétition | Journées de compétition | Journées de compétition | Journées de compétition | Journées de compétition |
| Épreuves ou évènements               | Épreuves ou évènements               | J                       | V                       | S                       | D                       | L                       | M                       | M                       | J                       | V                       | S                       | D                       | L                       | M                       | M                       | J                       | V                       | S                       | D                       |
| Épreuves ou évènements               | Épreuves ou évènements               | 8                       | 9                       | 10                      | 11                      | 12                      | 13                      | 14                      | 15                      | 16                      | 17                      | 18                      | 19                      | 20                      | 21                      | 22                      | 23                      | 24                      | 25                      |
| Épreuves ou évènements               | Épreuves ou évènements               | Février 2018            |                         |                         |                         |                         |                         |                         |                         |                         |                         |                         |                         |                         |                         |                         |                         |                         |                         |
| Cérémonies d'ouverture et de clôture | Cérémonies d'ouverture et de clôture |                         | •                       |                         |                         |                         |                         |                         |                         |                         |                         |                         |                         |                         |                         |                         |                         |                         | •                       |
|                                      |                                      |                         |                         |                         |                         |                         |                         |                         |                         |                         |                         |                         |                         |                         |                         |                         |                         |                         |                         |
| Hommes                               |                                      |                         |                         |                         |                         |                         |                         |                         |                         |                         |                         |                         |                         |                         |                         |                         |                         |                         |                         |
| Simple                               |                                      |                         | 19:10 11:10             | 18:50 10:50             |                         |                         |                         |                         |                         |                         |                         |                         |                         |                         |                         |                         |                         |                         |                         |
| Double                               |                                      |                         |                         |                         |                         |                         | 20:30 12:30             |                         |                         |                         |                         |                         |                         |                         |                         |                         |                         |                         |                         |
|                                      |                                      |                         |                         |                         |                         |                         |                         |                         |                         |                         |                         |                         |                         |                         |                         |                         |                         |                         |                         |
| Femmes                               | Simple                               |                         |                         |                         |                         | 19:50 11:50             | 19:30 11:30             |                         |                         |                         |                         |                         |                         |                         |                         |                         |                         |                         |                         |
|                                      |                                      |                         |                         |                         |                         |                         |                         |                         |                         |                         |                         |                         |                         |                         |                         |                         |                         |                         |                         |
| Mixte                                | Relais                               |                         |                         |                         |                         |                         |                         |                         | 21:30 13:30             |                         |                         |                         |                         |                         |                         |                         |                         |                         |                         |
|                                      |                                      |                         |                         |                         |                         |                         |                         |                         |                         |                         |                         |                         |                         |                         |                         |                         |                         |                         |                         |

## Médaillés
| Épreuve                                | Or                                                                      | Or             | Argent                                                     | Argent         | Bronze                                                             | Bronze         |
| -------------------------------------- | ----------------------------------------------------------------------- | -------------- | ---------------------------------------------------------- | -------------- | ------------------------------------------------------------------ | -------------- |
| Simple hommes résultats détaillés      | David Gleirscher (Autriche)                                             | 3 min 10 s 702 | Chris Mazdzer (États-Unis)                                 | 3 min 10 s 728 | Johannes Ludwig (Allemagne)                                        | 3 min 10 s 932 |
| Simple femmes résultats détaillés      | Natalie Geisenberger (Allemagne)                                        | 3 min 5 s 232  | Dajana Eitberger (Allemagne)                               | 3 min 5 s 599  | Alex Gough (Canada)                                                | 3 min 5 s 644  |
| Double résultats détaillés             | Tobias Wendl et Tobias Arlt (Allemagne)                                 | 1 min 31 s 697 | Peter Penz et Georg Fischler (Autriche)                    | 1 min 31 s 785 | Toni Eggert et Sascha Benecken (Allemagne)                         | 1 min 31 s 987 |
| Relais par équipes résultats détaillés | Allemagne Natalie Geisenberger Tobias Arlt Johannes Ludwig Tobias Wendl | 2 min 24 s 517 | Canada Alex Gough Samuel Edney Justin Snith Tristan Walker | 2 min 24 s 872 | Autriche Madeleine Egle Georg Fischler David Gleirscher Peter Penz | 2 min 24 s 988 |

## Tableau des médailles
| Rang | Pays       | Médaille d'or, Jeux olympiques | Médaille d'argent, Jeux olympiques | Médaille de bronze, Jeux olympiques | Total |
| 1    | Allemagne  | 3                              | 1                                  | 2                                   | 6     |
| 2    | Autriche   | 1                              | 1                                  | 1                                   | 3     |
| 3    | Canada     | 0                              | 1                                  | 1                                   | 2     |
| 4    | États-Unis | 0                              | 1                                  | 0                                   | 1     |